# Svetovno prvenstvo v nordijskem smučanju 1932
Svetovno prvenstvo v nordijskem smučanju 1932 je deveto svetovno prvenstvo v nordijskem smučanju, ki je potekalo med 10. in 13. februarjem 1932 v Lake Placidu, ZDA, v štirih disciplinah v okviru Zimskih olimpijskih iger.

## Dobitniki medalj

### Smučarski teki
| Disciplina | Zlato           | Zlato   | Srebro          | Srebro  | Bron             | Bron    |
| 18 km      | Sven Utterström | 1:23:07 | Axel Wikström   | 1:25:07 | Veli Saarinen    | 1:25:24 |
| 50 km      | Veli Saarinen   | 4:28:00 | Väinö Liikkanen | 4:28:20 | Arne Rustadstuen | 4:31:53 |

### Nordijska kombinacija
| Disciplina | Zlato                | Zlato  | Srebro     | Srebro | Bron             | Bron   |
| Posamično  | Johan Grøttumsbråten | 446,00 | Ole Stenen | 436,05 | Hans Vinjarengen | 434,60 |

### Smučarski skoki
| Disciplina        | Zlato       | Zlato | Srebro    | Srebro | Bron           | Bron  |
| Velika skakalnica | Birger Ruud | 228,1 | Hans Beck | 227,0  | Kaare Wahlberg | 219,5 |

## Medalje po državah
| Poz | Država   | Zlato | Srebro | Bron | Skupaj |
| 1   | Norveška | 2     | 2      | 3    | 7      |
| 2   | Finska   | 1     | 1      | 1    | 3      |
| 3   | Švedska  | 1     | 1      | 0    | 2      |